# Псилерахский карьер
Псилера́хский карье́р (Псилерахи) — один из двух карьеров (второй — Кадыковский) Балаклавского рудоуправления в Крыму. Находится между Балаклавской бухтой и селом Флотское.

## История
Название Псилерахи происходит от соединения слов румейско-урумских языков: псило — высокий, хая — скала. Встречаются названия Псило-Хая, Псилот-Хая. Часть горы Псилерахи ранее имела название высота Таврос.
В 1938 году археолог А. К. Тахтай обнаружил на горе раннетаврское поселение, относящиеся к. VIII веку до нашей эры. Тогда были найдена керамика, кремневые треугольные ножи и посуда.
Высота горы составляла 297,9 метра. В 1958 году на территории Псилерахи начал работать карьер. Гора Псилерахи была срыта Балаклавским рудоуправлением имени Горького в 1960-х-1970-х годах. Карьер обеспечивал добычу до 4,5 млн тонн в год для Балаклавского рудоуправления — предприятия по добыче и переработке флюсовых известняков на базе Балаклавского месторождения Крыма, недалеко от Балаклавы.
На месте горы Псилерахи находится котлован размеров в 50 метров. В 2000-х годах был подтоплен морской водой, поскольку его уровень на 15 метров ниже морского.